# RTBF
RTBF(ラジオ&テレビ・ベルギー・フランス語放送 フランス語表記：Radio télévision belge de la communauté française)はベルギーの公共放送局。首都ブリュッセル及びフランス語を公用語とする同国南部ワロン地域を主な対象としている。北部フランデレン地域では　vrt　がフラマン語放送を行っている。

## 歴史

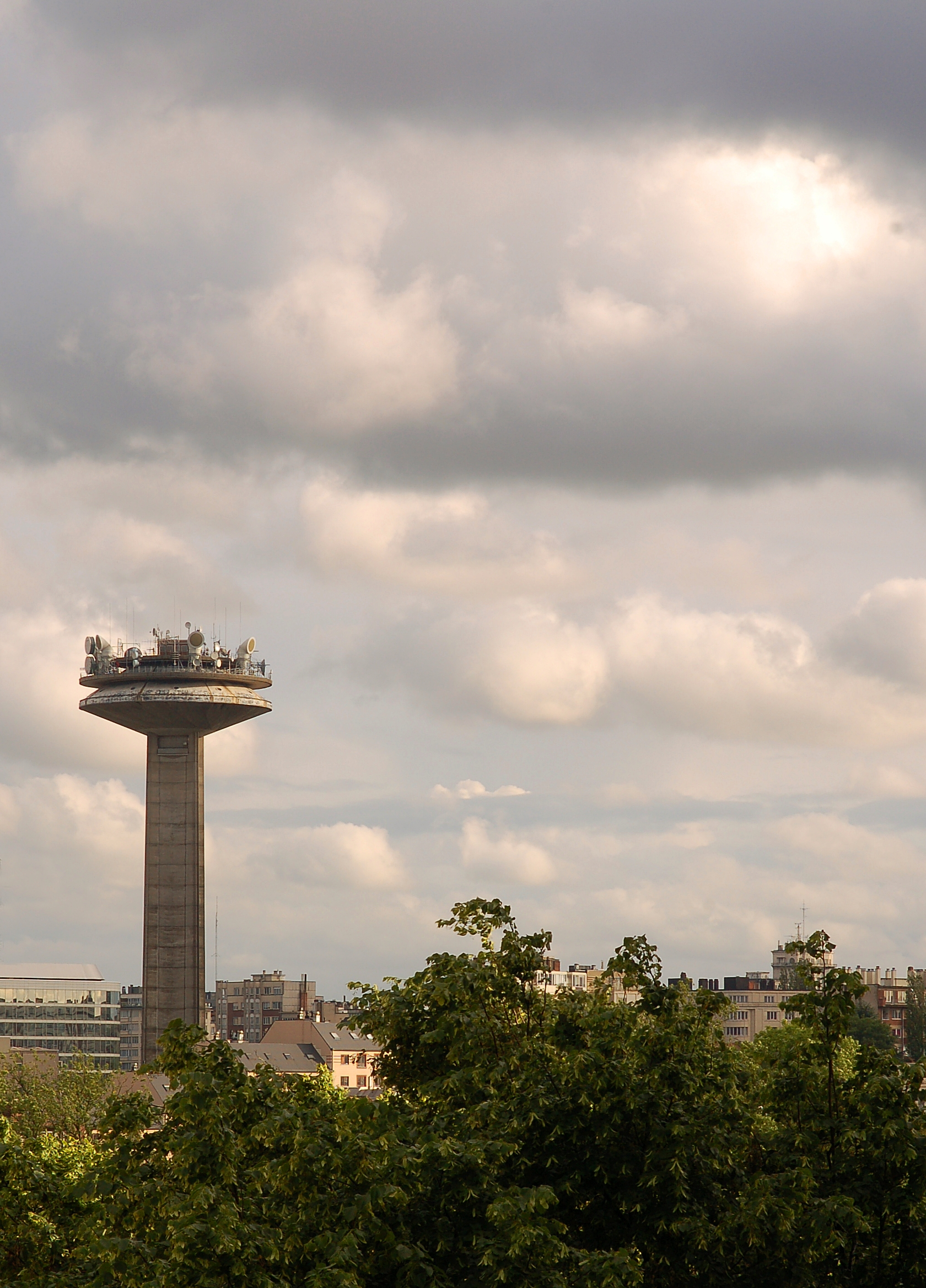
左側がRTBF放送塔

- 1930年6月18日　ベルギー国営放送研究所として発足。フランス語表記は、INR - Institut National belge de Radiodiffusion、オランダ語表記は、NIR - Nationaal Instituut voor de Radio-omroepで、両社は各言語毎に独立した法人として、それぞれの事業を行っていた。
- 1940年6月14日　第二次世界大戦中、ナチス・ドイツのベルギー侵攻により接収され、ラジオ・ブリュッセル(Radio Bruxelles)に改称。ロンドンに逃れたINR職員は、亡命政府の情報省の謀略放送部隊(RNB - Radiodiffusion Nationale Belge)として、ラジオ・ベルギー(Radio Belgique)を呼称し、BBCスタジオから本土向けの放送を続けた。
- 1945年　終戦後、INRとNIRはブリュッセルからの放送を再開。
- 1950年　欧州23の放送事業者と共に、EBU欧州放送連合設立。
- 1953年　テレビ放送開始。
- 1960年　INRとNIRが合併し、ラジオ&テレビ・ベルギーに改称。フランス語表記　RTB - Radio-Télévision Belge、オランダ語表記　BRT - Belgische Radio en Televisieomroep　で、各両放送局はレイヤーズ・ビル(the Reyers building)に本社を置く言語別事業部門となった。
- 1967年　テレビ-カラー放送開始。
- 1977年　ベルギーがワロン地域とフランデレン地域の連邦制に移行したことに伴い、フランス語放放送　RTBF　と第2チャンネルRTbisとして独立。これにより、RTBはオランダ語放送の専門局化した。
- 1984年　フランスのTF1、 フランス2、フランス3及びスイスのRTSと共にフランス語国際放送テヴェサンクモンドを設立。
- 1989年9月27日　カナル・プラス(Canal Plus TVCF)設立。
- 2010年　RTBF.beに呼称変更。
- 2023年　全世界の公共放送で初めて、気候変動対策の一環で化石燃料産業の広告を禁止した[1]。

## 運営放送

### ラジオ
- ラ・プルミエ　La Première　総合
- ヴィヴァ・シティ　VivaCité　ローカル情報+スポーツ
- ムジーク・トワ　Musiq'3　クラシック音楽、ジャズ
- クラシック・ヴァンテ・アン　Classic 21　ポピュラー音楽
- ピュアFM　Pure FM　若者向けプログラム
- RTBF国際　RTBF International　アフリカ向けにプルミエとトワの番組を編成。

インターネットでウェブ・ラジオを受信可能。

### テレビ
- ラ・アン　La Une　地上波一般チャンネル
- ラ・ドゥ　La Deux　地上波一般チャンネル
- ラ・トワ　La Trois　地上波一般チャンネル
- アルテ・ベルギー　Arte Belgique'
- RTBF Sat（衛星放送）

## 架空ニュース騒動
RTBFは2006年12月13日夜のテレビで「フランデレンがベルギーからの独立を宣言した」との架空ニュースを放送した。
ベルギーではオランダ語（フラマン語）が使われる北部フランデレンとフランス語が使われる南部ワロンの不和という問題を抱えているが、同夜のルポルタージュ番組の開始直後に臨時ニュースとして「国王が国外に脱出した」などの内容のほか、首都「ブリュッセルにあるNATO本部が厳戒体制に入った」などと放送。30分後にフィクションである旨を表示したが、同局に問い合わせが殺到したり、ウェブサイトにアクセスが集中して繋がりにくくなるなどの騒動となった。同局では「議論のために放送した」としている。